# David Malian
David Melkumovici Malian (în armeană Դավիթ Մալյան, în rusă Давид Мелкумович Малян, n. 4/17 aprilie 1904, Zaqatala, Zakatala Okrug⁠(d), Imperiul Rus – d. 17 iulie 1976, Erevan, Republica Sovietică Socialistă Armeană, URSS) a fost un actor de teatru și de film sovietic și armean.

## Biografie
David Malian s-a născut la 4/17 aprilie 1904, în Zaqatala (acum în Azerbaidjan) într-o familie în care erau cinci copii - patru fii și o fiică. 

## Educație și carieră

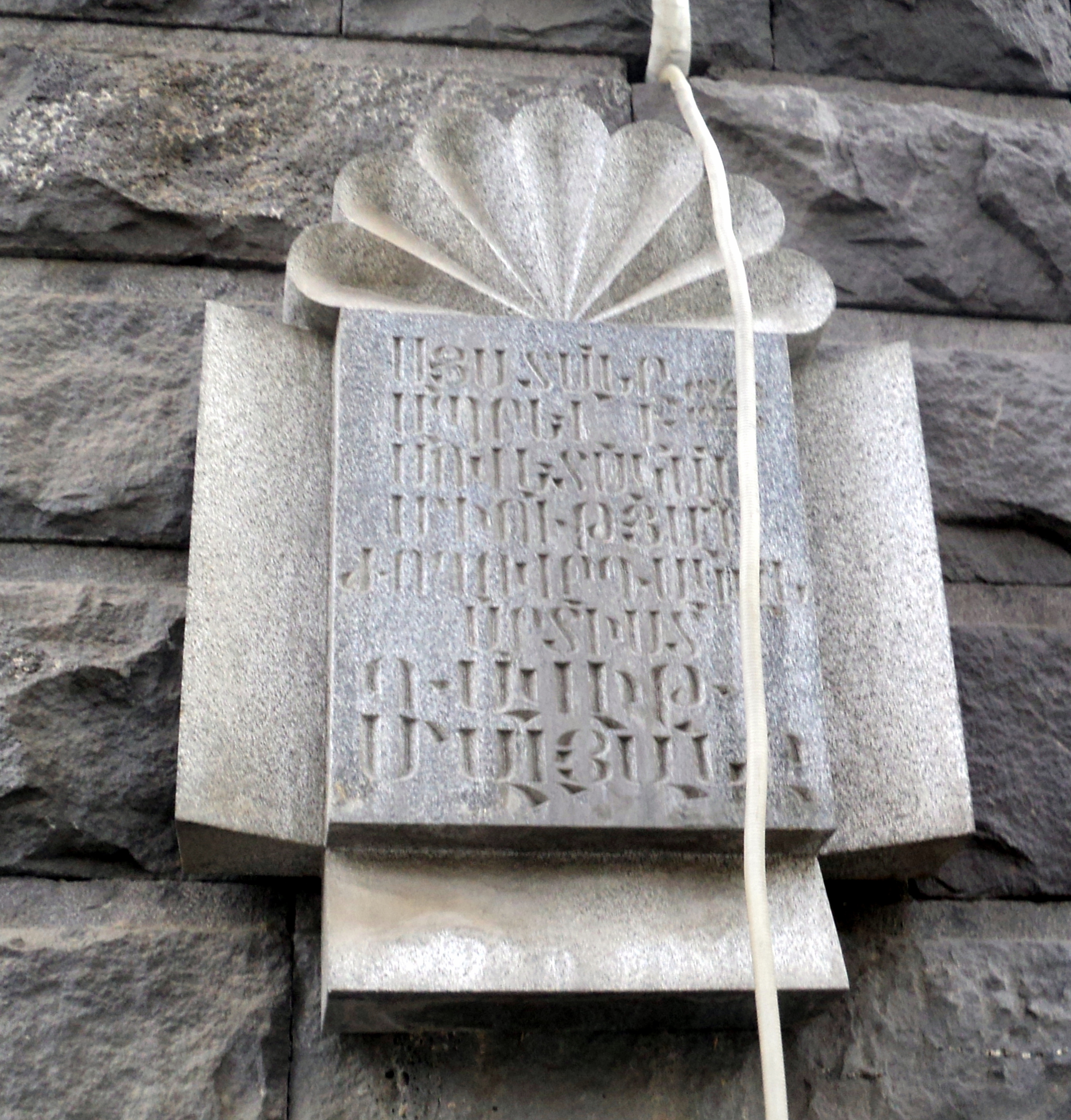
Placa comemorativă a lui David Malian din Erevan

A studiat la școala parohială locală din Zaqatala. În 1918 s-a mutat cu familia sa în Georgia, mai întâi în Telavi, apoi în Tbilisi. În Telavi, a participat la spectacole  de teatru amator în limbile armeană și georgiană.
David Malian a studiat la studioul armean dramatic „Hayartun” din Tbilisi în perioada 1922-23 și a lucrat în teatrele din Erevan, Tbilisi, Leninakan. A fost unul dintre principalii actori ai Teatrului Dramatic  G. M. Sundukyan din Erevan din 1932.
După 1932 a fost actor la studioul de film Armenfilm (în rusă Арменфильм, sau în armeană Հայֆիլմ - Hayfilm). 
În 1937 s-a întors la Teatrul Dramatic Armean G. M. Sundukyan, unde a lucrat până la sfârșitul vieții, ca regizor.
A fost membru al Partidului Comunist al Uniunii Sovietice din 1942. A fost deputat al Sovietului Suprem al RSS Armene (în rusă Верховный Совет Армянской ССР) în perioada celei de-a doua convocări a sale (1947–1950).
David Malyan este autorul cărții Oameni și întâlniri (în rusă Люди и встречи, în armeană Դեմքեր, հանդիպումներ, din 1974).
David Malian a murit la 17 iulie 1976 la Erevan și a fost îngropat la cimitirul Tohmah.
Henrik Sureni Malian (1925-1988) este nepotul său, acesta a fost regizor de film și Artist al Poporului din URSS în 1982.

## Premii
În 1936 a fost numit Artist Emerit al RSS Armene și în 1943 Artist al poporului al RSS Armene. În 1974, David Malian a fost numit Artist al poporului din URSS.

## Roluri în teatru
În 1929 a jucat rolul lui Zhadov în piesa Locul profitabil (Доходное место) de Alexandr Nicolaevici Ostrovski. În 1938  a jucat rolul lui Mikaelian în Căpitan (Կապիտան)  de Derenik Demirgian. Alte roluri: în 1946 ca Serghei Paratov în Fata fără zestre de Aleksandr Ostrovski; Chepurnaya în 1953 în Copiii soarelui (Дети солнца) de Maxim Gorki; Iago în Othello de William Shakespeare sau Claudius  în Hamlet de William Shakespeare.

## Filmografie
- 1926 - Շոր և Շորշոր - Шор и Шоршор - Șor și Șorșor (ca diavol)
- 1935 - Պեպո - Пепо - Pepo (ca Kakuli)
- 1937 - Վեց համազարկ - Шесть залпов - Șase focuri (ca ofițer)
- 1938 - Սևանի ձկնորսները - Севанские рыбаки - Pescarii lui Sevan (ca Aram)
- 1938 - Զանգեզուր  - Зангезур - Zangezur (ca Makich)
- 1939 - Լեռնային արշավ - Горный марш - Marș montan (ca Vardan)
- 1941 - Արյան դեմ արյուն - Кровь за кровь - Sânge pentru sânge (comandant al unui tanc), scurtmetraj
- 1941 - Հայրենասերների ընտանիքը - Семья патриотов - Familia patrioților (ca Levon), scurtmetraj
- 1943 - Դավիթ Բեկ - Давид-Бек - David-Bek (ca Shahumian)
- 1947 - Անահիտ - Анаит - Dragoste și ură (ca Hrant)
- 1955 - Призраки покидают вершины - Fantomele părăsesc vârfurile (ca Satunts)
- 1955 - В поисках адресата - Privirea destinatarului (ca Suren)
- 1956 - Сердце поёт - Inima cântă (ca Markarian)
- 1957 - О чём шумит река - Cunoscut personal (ca Kon)
- 1957 - Кому улыбается жизнь - Cui îi zâmbește viața (ca Metsaturian)
- 1958 - О чём шумит река - Ce este cu zgomotul fluviului? (ca Darbinian)
- 1960 - Рождённые жить - Vor trăi (ca Petrosian)
- 1961 - Двенадцать спутников - Doisprezece Companioni (ca Minasian)
- 1964 - Трудный перевод - Pasul dificil (ca Davtian)
- 1966 - Охотник из Лалвара - Vânătorul din Lalvar (ca Avag, vânător bătrân)